# Andorranische Männer-Handballnationalmannschaft
Die andorranische Männer-Handballnationalmannschaft repräsentiert den Handballverband Andorras als Auswahlmannschaft auf internationaler Ebene bei Länderspielen im Handball gegen Mannschaften anderer nationaler Verbände.

## Geschichte
Auf dem 11. Außerordentlichen Kongress der Europäischen Handballföderation (EHF) am 29. Mai 2011 in Köln wurde der Handballverband Andorras als 50. Mitglied in die EHF aufgenommen. Am 7. Oktober 2011 fand das erste Länderspiel in Andorra statt. Der Gast Irland gewann durch einen Treffer kurz vor Spielende mit 30:29.
Andorra nahm zweimal an der von der Internationalen Handballföderation (IHF) ausgetragenen IHF Emerging Nations Championship teil. Bei der IHF Emerging Nations Championship 2015 im Kosovo verlor die Mannschaft alle drei Vorrundenspiele gegen Uruguay (9:38), Lettland (13:41) und Bulgarien (12:47). In der Verliererrunde unterlag sie China (30:39) und Irland (29:36), konnte aber im Spiel um Platz 15 einen 32:15-Sieg gegen Armenien feiern.
Bei der IHF Emerging Nations Championship 2017 in Bulgarien verlor die Auswahl in der Vorrunde gegen Aserbaidschan (23:31), Zypern (14:39) und Bulgarien (16:38). In der Trostrunde scheiterte man an Moldau (14:48), besiegte anschließend Albanien (32:23) und unterlag im Spiel um Platz 13 Malta (25:36).
An der IHF Emerging Nations Championship 2019 nahm Andorra nicht teil.
Im Jahr 2021 fand stattdessen die IHF/EHF Trophy 2021 in Georgien statt. Nach zwei Vorrundenniederlagen gegen Zypern (16:38) und Bulgarien (21:38) wurde das Spiel um Platz 5 gegen Aserbaidschan auf Grund zahlreicher COVID-19-Fälle im Team nicht mehr ausgetragen.